# 緱玉
緱玉（？—？），陳留外黃（今河南民權西北）人，東漢孝女。

## 生平
緱玉丈夫從母兄弟殺其父親，於是緱玉為父報仇，殺死丈夫的從母兄李士，其姑將她押至官府。外黃縣縣令梁配打算依法處死緱玉。十五歲的申屠蟠向外黃令梁配進諫道：「緱玉的節義，足夠感動不孝之人，激勵還在忍辱的人。即使不是聖明的時代，也應當在她的墳墓上立上牌坊來表彰其行為，何況你們清聽後，不加同情麼。」梁配認同這番話，緱玉得以減免死罪。鄉人稱讚申屠蟠的義行。

## 相關研究
葛曉音《左延年〈秦女休行〉本事新探》認為左延年詩本事當為順帝陽嘉時的緱玉復仇事。